# Hyacinthe-Jean Chassagnon
Hyacinthe-Jean Chassagnon est un prêtre de l’Église catholique, évêque d'Autun, Chalon et Mâcon.

## Biographie
Né le 10 février 1864 à Bas-en-Basset (Haute-Loire), il fut ordonné prêtre le 15 juin 1889. 
Licencié en théologie et en droit canonique, il occupa les fonctions de protonotaire apostolique. 
Il présente une thèse de doctorat en théologie devant la faculté catholique de Lyon intitulée : Les voix de Jeanne d'Arc, publiée en 1896 (Edition Emmanuel Vitte). 
Il fut vicaire épiscopal de Saint-Étienne et auxiliaire de Lyon, avec le titre d'évêque de Modra (de) (1917-1922). I lest consacré le 10 octobre 1917 par Louis-Joseph Maurin avec comme co-consécrateurs Pierre Chatelus (fi) et Jean-Marie Bourchany
Nommé évêque d'Autun en 1922, il occupa ces fonctions jusqu'à sa mort en 1940.
Il avait remporté en 1906 un prix Montyon de l’Académie française pour son ouvrage Le frère Salomon, mort aux Carmes le 2 septembre 1792. 
Il était notamment membre de la Société d'histoire ecclésiastique de la France (fondée en 1914 et devenue en 1985 la Société d'histoire religieuse de la France).
On lui doit un opuscule consacré à la maîtrise de la cathédrale Saint-Lazare d'Autun, ouvrage qu'il publia dès 1923.

## Postérité
Sont conservés dans une collection privée le calice et la patène en argent qui furent réalisés pour Hyacinthe-Jean Chassagnon lorsqu'il fut sacré évêque (1917), œuvre de Marie-Joseph Armand-Calliat (outre les armoiries prélatices d'Hyacinthe-Jean  Chassagnon y figure la devise sur phylactère « Omnia et in omnibus Christus »).

## Succession apostolique
Hyacinthe-Jean Chassagnon a ordonné les évêques suivants :
- Évêque Jean-Baptiste Thomas (1925)
- Évêque Auguste Gonon (1926)
- Évêque Gabriel-Emmanuel-Joseph Piguet (1934)